# تاریک‌مرغ زیردارچینی
تاریک‌مرغ زیردارچینی (نام علمی: Lipaugus lanioides) نام یک گونه از سرده مرغ‌های تاریک است.